# Wereldkampioenschappen rolschaatsen 1991
De wereldkampioenschappen rolschaatsen 1991 op de piste waren door de Fédération Internationale de Roller Sports (FIRS) georganiseerde kampioenschappen voor rolschaatsers. De 34e editie (20e officiële) van de wereldkampioenschappen vond plaats van 22 tot 25 augustus 1991 op de Mundialpiste in het Belgische Zandvoorde. De kampioenschappen werden georganiseerd door de plaatselijke Zwaantjes Roller Club.

## Uitslagen
| Heren                    | Heren                            | Heren                                              | Heren                                        |
| Discipline               | Goud                             | Zilver                                             | Brons                                        |
| ------------------------ | -------------------------------- | -------------------------------------------------- | -------------------------------------------- |
| 300 meter tijdrijden     | Luca Antoniel                    | Tony Muse                                          | Dante Muse                                   |
| 500 meter                | Tony Muse                        | Dante Muse                                         | Derek Parra                                  |
| 1500 meter               | Luca Antoniel                    | Pascal Gravouil                                    | Tony Muse                                    |
| 5000 meter               | Derek Parra                      | Danny Bauwens                                      | Arnaud Gicquel                               |
| 10.000 meter puntenkoers | Arnaud Gicquel                   | Danny Bauwens                                      | Dante Muse                                   |
| 20.000 meter afvalling   | Dante Muse                       | Danny Bauwens                                      | Marco Giannini                               |
| 10.000 meter aflossing   | Dante Muse Tony Muse Derek Parra | Julian Fernandez Guillermo Botero Orlando Valencia | Nico Briffaerts Danny Bauwens Wouter Heytens |

| Dames                  | Dames                                  | Dames                                          | Dames                                          |
| Discipline             | Goud                                   | Zilver                                         | Brons                                          |
| ---------------------- | -------------------------------------- | ---------------------------------------------- | ---------------------------------------------- |
| 300 meter tijdrijden   | Darlene Kessinger                      | Giovanna Troldi                                | Anna Titze                                     |
| 500 meter              | Eva Richardson                         | Anne Titze                                     | Yolanda Fernandez                              |
| 1500 meter             | Anne Titze                             | Cheryl Millar                                  | Inge Dehertoghe                                |
| 3000 meter             | Luana Pilia                            | Claudia Rodriguez                              | Eva Maria Sanchez-Garcia                       |
| 5000 meter puntenkoers | Claudia Rodriguez                      | Cheryl Millar                                  | Roxana Sastre                                  |
| 10.000 meter afvalling | Luana Pilia                            | Cheryl Millar                                  | Antonella Mauri                                |
| 5000 meter aflossing   | Anna Titze Petra Raiss Barbara Fischer | Claudia Rodriguez Eva Richardson Roxana Sastre | Deanna Parker Darlene Kessinger Danielle Lewis |

Officieuze wereldkampioenschappen

Monza 1937 ·
Ferrara 1938 ·
Monfalcone 1948 ·
Ferrara 1949 ·
Monfalcone 1951 ·
Lido di Venezia 1953 ·
Bari 1954 ·
Palermo 1957 ·
Finale Ligure 1958 ·
Wetteren 1960 ·
Gujan-Mestras 1961 ·
Nantes 1963 ·
Madrid 1964 ·
Syracuse 1965
Officiële wereldkampioenschappen (afwisselend piste en weg)

Mar del Plata 1966 ·
Barcelona 1967 ·
Montecchio 1968 ·
Mar del Plata 1969 ·
Sesto San Giovanni 1973 ·
Mar del Plata 1975 ·
Mar del Plata 1978 ·
Finale Emilia 1979 ·
Masterton 1980 ·
Oostende 1981 ·
Finale Emilia 1982 ·
Mar del Plata 1983 ·
Bogotá 1984 ·
Colorado Springs 1985 ·
Adelaide 1986 ·
Grenoble 1987 ·
Cassano d'Adda 1988 ·
Hastings 1989 ·
Bello 1990 ·
Oostende 1991 ·
Rome 1992 ·
Colorado Springs 1993
Piste en weg gecombineerd (huidige vorm)

Gujan-Mestras 1994 ·
Perth 1995 ·
Venetië 1996 ·
Mar del Plata 1997 ·
Pamplona 1998 ·
Santiago 1999 ·
Barrancabermeja 2000 ·
Valence d'Agen 2001 ·
Oostende 2002 ·
Barquisimeto 2003 ·
Abruzzo 2004 ·
Suzhou 2005 ·
Anyang 2006 ·
Cali 2007 ·
Gijón 2008 ·
Haining 2009 ·
Guarne 2010 ·
Yeosu 2011 ·
Ascoli Piceno/San Benedetto del Tronto 2012 ·
Oostende 2013 ·
Rosario 2014 ·
Kaohsiung 2015 ·
Nanjing 2016 ·
Nanjing 2017 ·
Heerde/Arnhem 2018 ·
Barcelona 2019 ·
Ibagué 2021 ·
Buenos Aires 2022 ·
Montecchio Maggiore/Vicenza 2023 ·
Pescara 2024